# Acorde de empréstimo
Em harmonia tonal, um acorde de empréstimo ou acorde emprestado é um acorde pertencente a uma tonalidade diferente daquela que está em curso, utilizado por simples justaposição, ou, em outras palavras, sem modulação.
Dentre as notas de um acorde emprestado, ao menos uma é "externa" à tonalidade corrente. No entanto, nem toda nota externa a um acorde produz necessariamente um acorde emprestado.
Muito empregados nas cadências musicais, os acordes emprestados são de vários tipos. Os mais comumente empregados são os seguintes.
- A "terça picarda" ou "terça de picardia" ocorre nas tonalidades menores e significa a prática de terminar os temas com a terça maior (acorde maior) ao invés de menor (no modo menor).
- O rebaixamento do sexto grau de uma tonalidade maior, em variações diversas da subdominante.
- O acorde de sexta napolitana.[2]
- As dominantes de passagem ou dominantes secundáririos[3]; acordes de sétima ou nona como função dominante de outra tonalidade diferente daquela em curso.

## Nota
- Este artigo foi inicialmente traduzido, total ou parcialmente, do artigo da Wikipédia em francês cujo título é «Accord d'emprunt», especificamente desta versão.